# Абдемон
Абдемон (др.-греч. Αυδήμονας) — один из царей Кипра в конце V века до н. э.
По происхождению был финикиец и был рождён либо в Тире, либо в Китионе на Кипре. В 415 году до н. э. был выбран финикийским правителем Саламина. Абдемон заставил Эвагора, происходящего из греческой династии, покинуть город и уйти в изгнание в Солы. В 411 году до н. э. Эвагор со своими сторонниками вернулся и сверг Абдемона